# Lubań (województwo dolnośląskie)

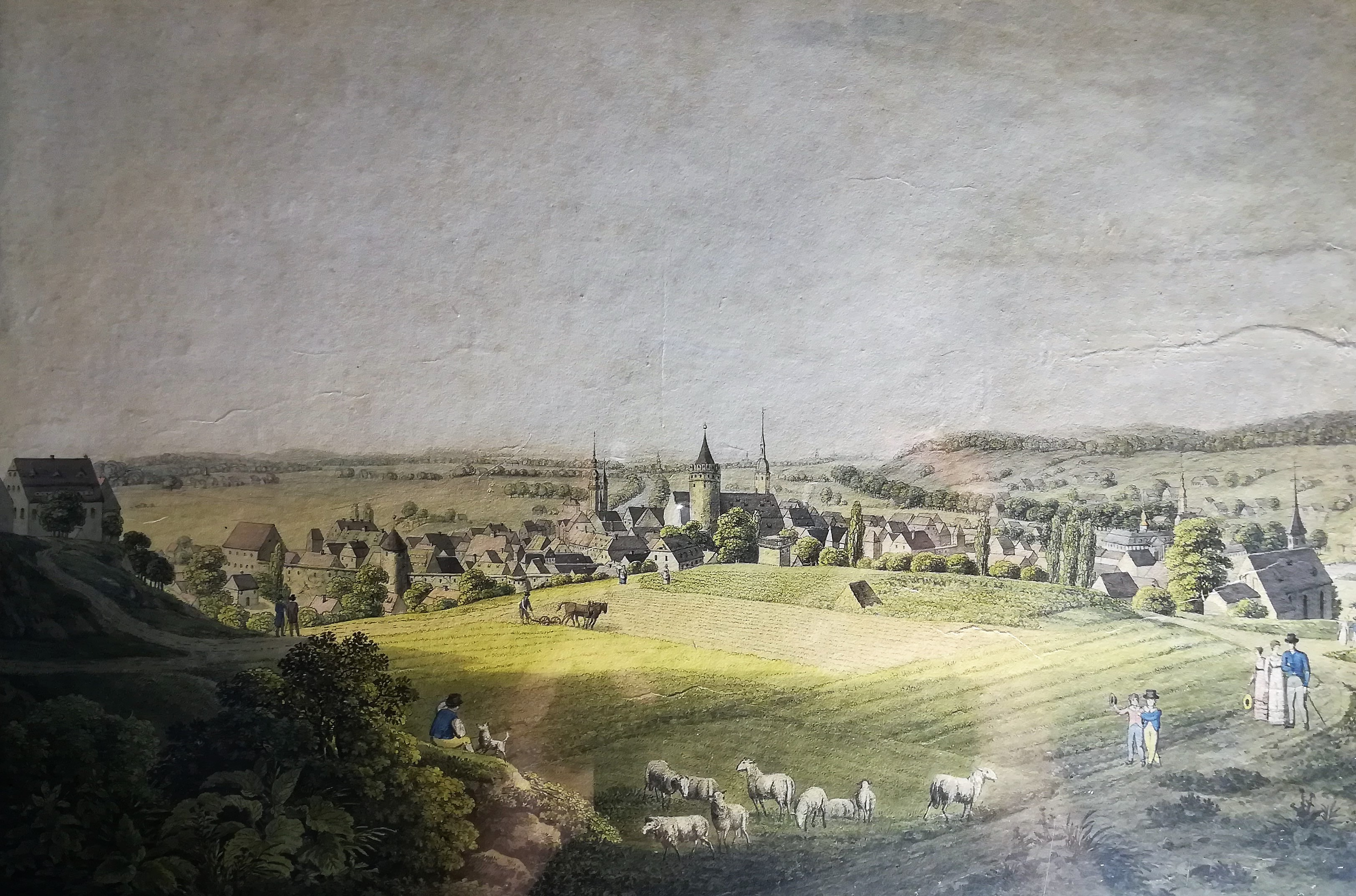
Widok miasta z XVIII wieku

Lubań (głuż. Lubań, niem. Lauban) – miasto w województwie dolnośląskim, w powiecie lubańskim. Siedziba administracyjna powiatu oraz gminy wiejskiej Lubań (której jednak nie jest częścią, stanowiąc odrębną gminę miejską). Według spisu powszechnego z 2021 r. zamieszkane było przez 20 096 osób. Według danych GUS z 1 stycznia 2023 r. liczyło 19 756 mieszkańców (214. miejsce w kraju). Gęstość zaludnienia wynosiła 1225,6 osób/1 km² (14. miejsce w województwie).
Historycznie leży na Górnych Łużycach, przy granicy ze Śląskiem. W granicach Polski od 1945 r. W 1972 r. miasto było siedzibą władz, ale nie należało do gromady Lubań. W latach 1975–1998 miasto należało do województwa jeleniogórskiego.

## Położenie

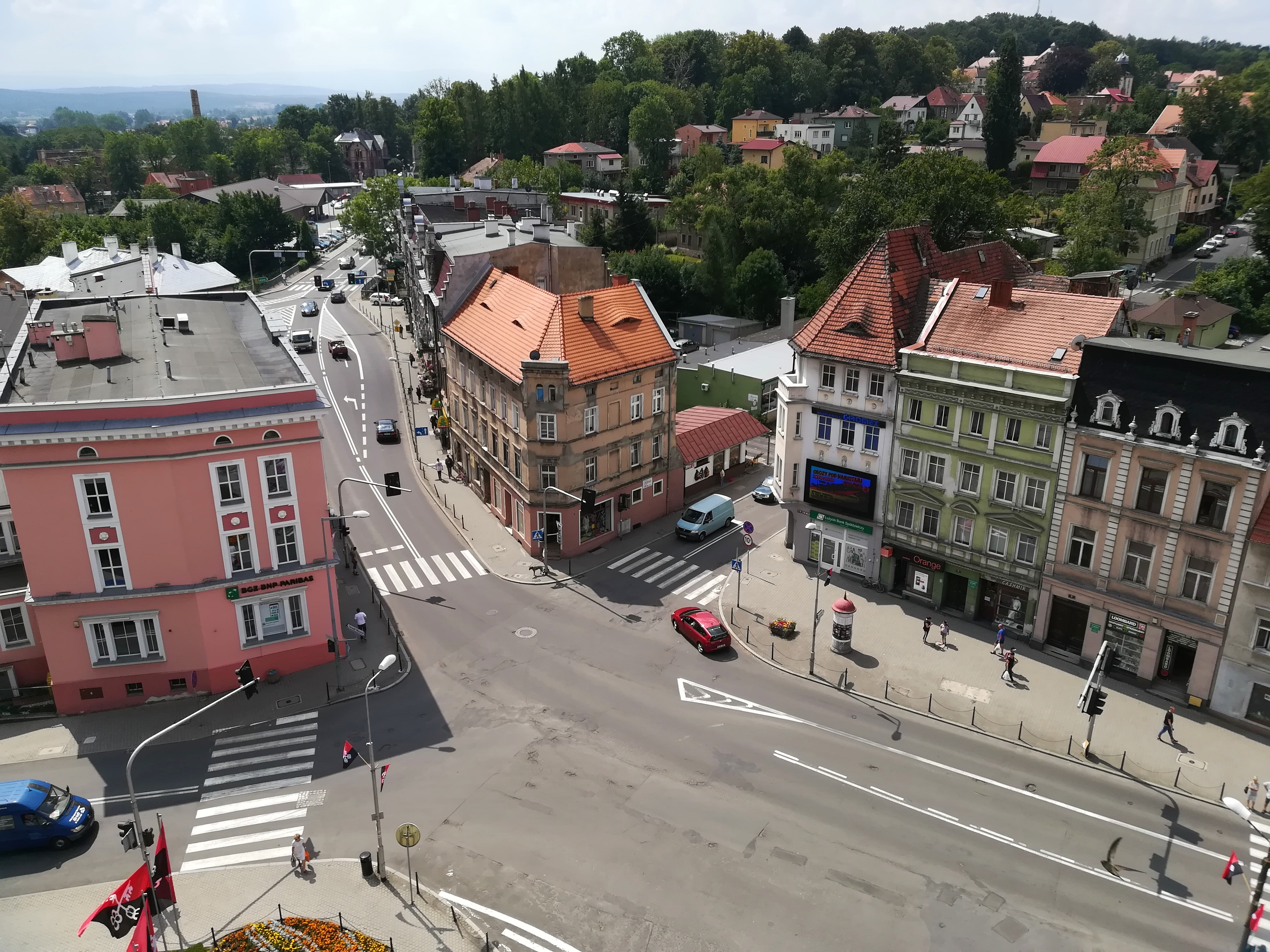
Widok w stronę Kamiennej Góry z Baszty Brackiej

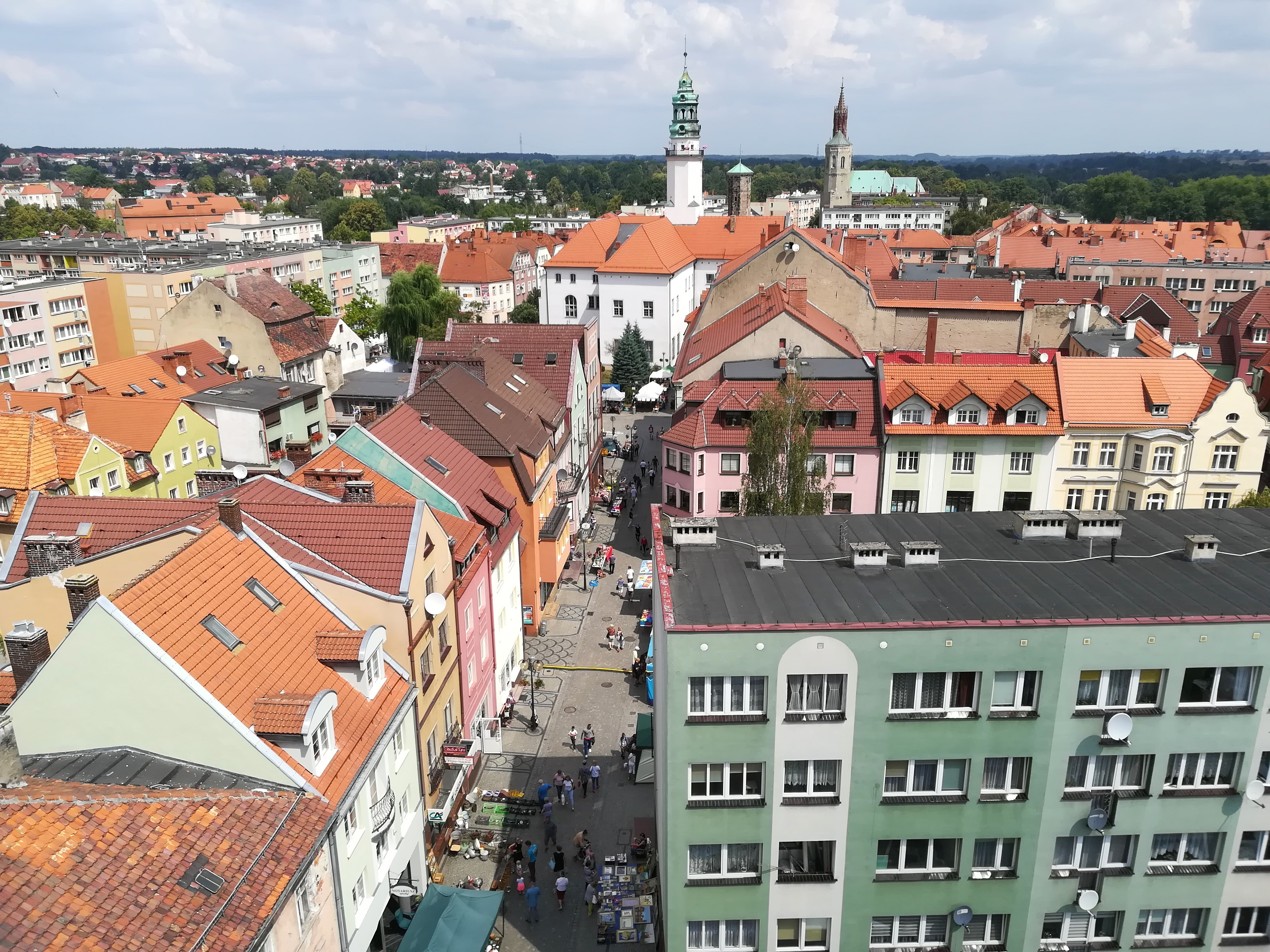
Widok z Baszty Brackiej w kierunku ratusza

Lubań położony jest na Pogórzu Izerskim, nad rzeką Kwisą oraz jej dopływem – Siekierką. Miasto znajduje się ok. 45 km na północny zachód od Jeleniej Góry i 25 km na wschód od Zgorzelca.
Powierzchnia miasta wynosi 16,12 km² (381. miejsce w kraju), stanowiąc 3,76% powierzchni powiatu (wg stanu na 1 stycznia 2011 r.). Użytki rolne wynoszą 48%, a użytki leśne 3% (2002).

## Nazwa
Pierwotną nazwą miejscowości była serbołużycka nazwa Luban. Po podbiciu w średniowieczu Słowian połabskich z plemion Serbów łużyckich nazwa została później zgermanizowana na Lauban – ta wersja pojawia się po raz pierwszy w XV w. W roku 1613 śląski regionalista i historyk Mikołaj Henel z Prudnika wymienił miejscowość w swoim dziele o geografii Śląska pt. Silesiographia podając jej łacińskie nazwy: Lauba, Laubanum. W XIX wieku można było w polskich źródłach spotkać nazwy: Lubiany, Lubiana, Lubań i Lubin. Po II wojnie światowej polska administracja nadała miejscowości polską nazwę Lubań, nawiązującą do wcześniejszej nazwy łużyckiej.
Etymologia nie jest pewna, jednak przyjmuje się, że nazwa najprawdopodobniej pochodzi od imienia założyciela – Luban.

## Historia
Zalążki osadnictwa na terenie miasta Lubań można datować na około IX/X wiek, ten obszar w tamtym okresie zamieszkiwały ludy słowiańskie. Lokacja miasta nastąpiła około roku 1220 w wyniku akcji osadniczej prowadzonej przez Henryka Brodatego, jednak w źródłach nie znajdujemy dokładnej daty. 
Od XIII w. miasto zaczyna pojawiać się w kronikach, najczęściej pod nazwą Luban. W tym samym wieku otrzymuje pierwszy samorząd oraz wiele przywilejów takich jak: swobodę polowania i łowienia ryb, wolność cła dla dóbr lubańskich przywożonych z Wrocławia i z powrotem oraz przywilej sprawowania wyższego sądownictwa. Od początku swojego istnienia miasto znajduje się na ziemiach korony czeskiej. 
Od 1319 r. Lubań jest we władaniu księcia jaworskiego Henryka I. Jest to okres znacznego rozwoju miasta. Rozszerzano prawa sądownicze miasta na okoliczne wsie. Również w tym okresie powstaje żeński klasztor magdalenek.  W 1344 r. miała miejsce bitwa pomiędzy księciem Henrykiem I a samozwańcem podającym się za zmarłego w 1319 r. margrabiego Waldemara. Miasto za wierność władcy uzyskuje herb, białe skrzyżowane klucze na czerwono-czarnym polu. W 1346 r., po śmierci księcia jaworskiego, panowanie nad ziemią lubańską przejmuje król Czech Jan Luksemburski. W tym samym roku miasto przystępuje do Związku Sześciu Miast Łużyckich.  
XV w. był dla miasta okresem kryzysu. Pierwszym wydarzeniem tego okresu, które miało destruktywny wpływ na miasto były wojny husyckie. Podczas nich Lubań został dwukrotnie zdobyty przez wojska husyckie, pierwszy raz w roku 1427 r., a drugi raz w 1431 r. Po drugim złupieniu Lubania przez husytów miasto popadło w ruinę. W tym samym wieku miasto wielokrotnie doznało epidemii (1426, 1435, 1464, 1497-1498) oraz dwukrotnie wybuchł pożar w tkance miejskiej (1487, 1499).  
Pod koniec XV w. i w XVI w. nastąpił intensywny rozwój gospodarki miasta, przede wszystkim handlu. Na przestrzeń lat 1489 – 1542 r. miasto nabywa kolejne wsie Siekierczyn, Czerna, Nawojów Łużycki, Luboszów, Dohms pod Świętoszowem, Gierałtów, Wykroty i Zebrzydowa.  Lubań staje się również ważnym ośrodkiem przemysłu lnianego oraz browarniczym. Rozwój ten jest jednak zahamowany przez karę nałożoną na Związek Sześciu Miast Łużyckich w 1547 r. Miasta związku zostały oskarżone o zdradę panującego monarchy Ferdynanda I podczas trwania pierwszej wojnie szmalkaldzkiej. Głównymi zarzutami wobec związku było wysłanie słabo wyposażonych i nielicznych wojsk, unikanie podatków oraz nieposłuszeństwo wobec rozkazów króla.  Miasta te nie mając siły by sprzeciwić się królowi zaakceptowały karę. W wyniku tego wyroku Lubań musiał zapłacić dużą karę pieniężną, utracił znaczną część ziem oraz stracił wiele przywilejów miejskich.  
Podczas wojny 30-latniej miasto nie było teatrem działań wojennych, jednak narzucane werbunki, podatki oraz plądrowanie miasta przez obie strony konfliktu doprowadzają do kryzysu ekonomicznego. Po zawarciu pokoju praskiego w 1635 r. Górne Łużyce, a wraz z nimi Lubań, przekazane zostają Królestwu Saksonii.  
Pod koniec XVII wieku miasto przechodzi pomyślny okres, szczególnie rozwija się sukiennictwo i płóciennictwo. Rozszerza również tkankę miejską, powstaje w tamtym czasie kościół św. Krzyża. W roku 1707 r. w Lubaniu kwaterował król szewski Karol XII, wymieniono tu dokumenty pokoju zawartego w Altranstadt. 
W 1815 r. na mocy traktatu wiedeńskiego, Lubań jako część Górnych Łużyc wszedł w skład królestwa Prus. W 1865 r. w mieście zaczyna funkcjonować linia kolejowa. 
W XIX wieku Lubań przechodzi szeroką industrializacja, wiąże się ona przede wszystkim ze złożami węgla brunatnego znajdującymi się w okolicach miasta. Zauważalny jest również rozwój rolnictwa na terenach wokół miasta, przoduje one przede wszystkim w uprawie ziemniaka. Jednak miasto słynie przede wszystkim z zakładów tekstylnych, gdzie najważniejszym ośrodkiem były zakłady Gustava Winklera produkujące przede wszystkim chusteczki. 
W trakcie drugiej wojny światowej istotnymi mającymi wkład w wysiłek wojenny zakładami znajdującymi się w Lubaniu były zakłady naprawy taboru kolejowego Reischbahn-Ausbesserungwerke, zakład GEMA produkujący urządzenia radarowe oraz zakłady tekstylne Gustava Winklera produkujące odzież dla wojska. Oprócz tych zakładów znajdowało się wiele innych mniejszych.  
17 lutego 1945 r. do Lubania doszły jednostki Armii Czerwonej. Miasto w pierwszym etapie walk zostało oblężone przez siły 3 Gwardyjskiej Armii Pancernej. 3 marca siły niemieckie rozpoczęły operacje „Kozica” której jednym z celów było oswobodzenie miasta ze względu na jego strategiczną pozycję i węzeł kolejowy na linii Zgorzelec – Jelenia Góra. Ofensywa była sukcesem wojsk Wermachtu i 6 marca miasto zostało odbite. Siły niemieckie utrzymują miasto do kapitulacji Niemiec 8 maja 1945 r.. W trakcie walk miasto zostało mocno zniszczone. Zniszczenia w tkance miejskiej szacowane są na od 50 % do 60 % zabudowań. 
Po wojnie Lubań zostaje włączony w randze miasta powiatowego do państwa polskiego. W pierwszych miesiącach po wojnie władzę w mieście sprawował Urząd Odbudowy, a stanowisko starosty zajmował Pełnomocnik Rządu na Obwód Lubańskim którym jako pierwszy został kapitan A. Bielecki.  

### Kalendarium
- 1237 pierwsza wzmianka o osadzie handlowo-celnej w miejscu przeprawy przez Kwisę,
- 1243 – margrabia brandenburski Otton III otrzymał Milsko (w tym Lubań) jako posag Beatrycze, córki króla czeskiego Wacława I,
- 2 poł. XIII w. – nadanie praw miejskich według prawa niemieckiego (magdeburskiego),
- 1319–1337 – przynależność do piastowskiego księstwa jaworskiego,
- 1337 – miasto wraz z dużą częścią Milska przeszło we władanie króla czeskiego Jana Luksemburskiego,
- 1346–1815 – przynależność do górnołużyckiego Związku Sześciu Miast,
- XIV-XV wiek – ośrodek handlu suknem,
- 1427 i 1431 – najazdy husyckie,
- 1635 – Lubań pod panowaniem saskim,
- od połowy XVI do pocz. XVII w. – okres wielkiej prosperity, renesansowa zabudowa miasta,
- XVII-XVIII w. – rozwój produkcji sukna i tekstyliów, specjalnością Lubania były chusteczki do nosa[35],
- 1707 – w Lubaniu przez dwa tygodnie gościł król Stanisław Leszczyński[36],
- 1734 – iluminacja Lubania na cześć króla Polski i elektora saskiego Augusta III Sasa,
- W lipcu 1807 roku Napoleon Bonaparte gościł pierwszy raz w Lubaniu. Drugi raz przyjechał w sierpniu 1813 roku.
- 1815 – miasto stało się częścią pruskiej prowincji Śląsk,
- 1854 – powstanie zakładów ceramicznych,
- 1865 – otwarcie linii kolejowej Śląskiej Kolei Górskiej – połączenie kolejowe ze Zgorzelcem, Węglińcem i Rybnicą[37],
- 1866 – połączenie kolejowe z Jelenią Górą,
- 1868 – powstanie warsztatów kolejowych,
- 1896 – połączenie kolejowe z Leśną,
- 1919 – miasto częścią Prowincji Dolny Śląsk
- 1922-1928 – elektryfikacja linii kolejowych wychodzących z Lubania[37],
- luty–maj 1945 – w ramach operacji dolnośląskiej w walkach z niemieckimi wojskami o Lubań uczestniczył między innymi 6 Gwardyjski Korpus Pancerny z 1 Frontu Ukraińskiego Armii Czerwonej[38]. W wyniku walk miasto uległo zniszczeniu w około 60%. Walki o Lubań rozpoczęły się 17 lutego, do końca lutego miasto zdobyła Armia Czerwona, lecz 6 marca odbili je Niemcy, utrzymując je do kapitulacji 8 maja[37]
- 8 marca 1945 – Joseph Goebbels przybył do Lubania i na rynku miasta gratulował 16-latkowi otrzymania Krzyża Żelaznego 2 klasy[39]
- 1945 – nadanie rangi miasta powiatowego na Ziemiach Odzyskanych
- Na podstawie dekretu PKWN z 31 sierpnia 1944 zostały utworzone miejsca odosobnienia, więzienia i ośrodki pracy przymusowej dla „hitlerowskich zbrodniarzy oraz zdrajców narodu polskiego”. Obóz pracy nr 129 Ministerstwo Bezpieczeństwa Publicznego utworzyło w Lubaniu[40].
- 3 września 1945 – otwarcie pierwszej po wojnie Szkoły Podstawowej nr 1[41]
- 10 września 1945 – otwarcie LO w Lubaniu[42]
- 1946 – włączenie do województwa wrocławskiego
- 16 marca 1948 - aresztowanie w Lubaniu przez UB ppłk.Anatola Sawickiego, komendanta Eksterytorialnego Okręgu Lwowskiego Zrzeszenia Wolność i Niezawisłość[43]
- 1975 – włączenie do województwa jeleniogórskiego
- 1999 – utworzenie powiatu lubańskiego w województwie dolnośląskim
- 2000 – likwidacja Zakładów Naprawczych Taboru Kolejowego w Lubaniu

### Zabytki

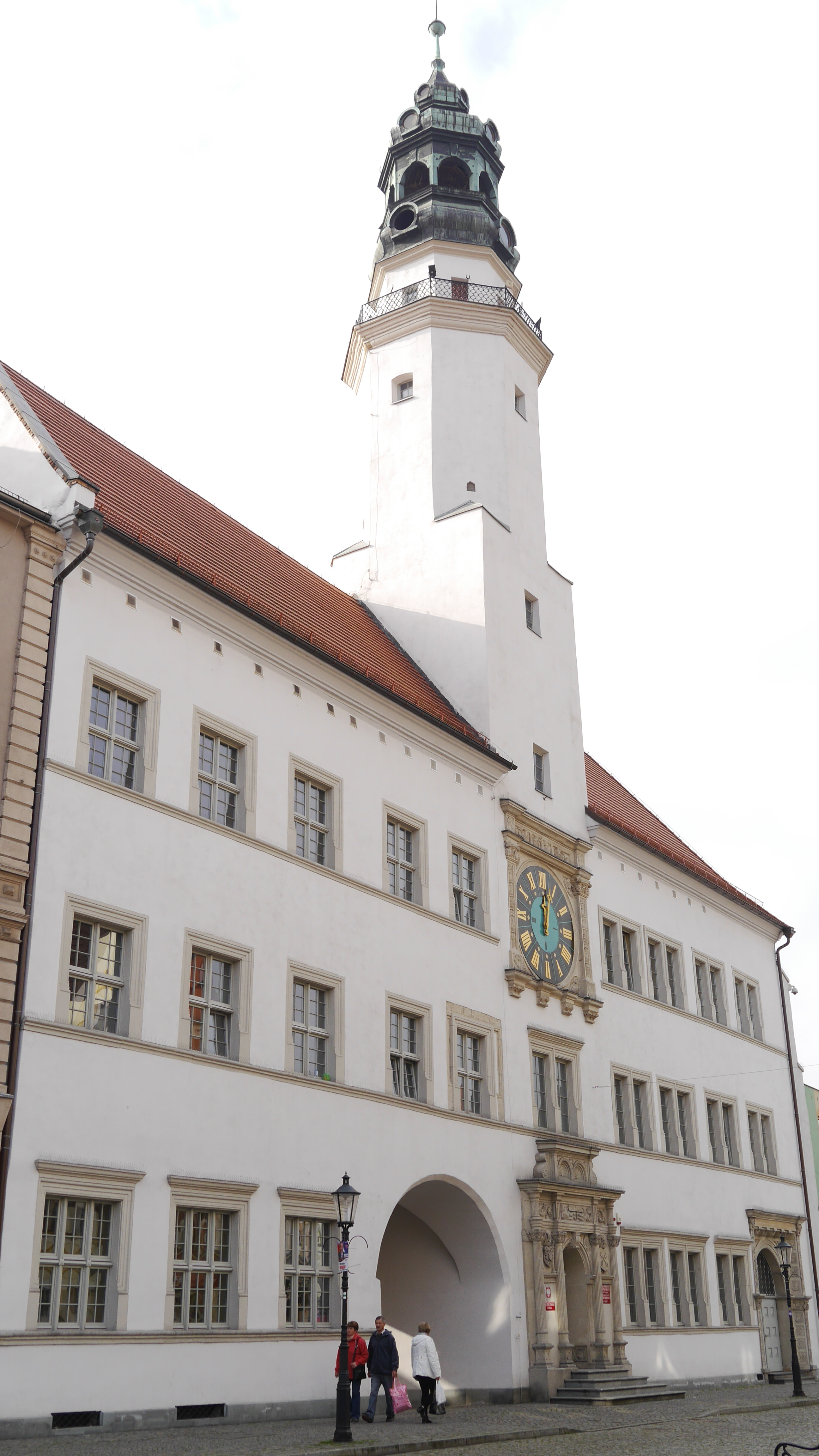
Ratusz Miejski w Lubaniu

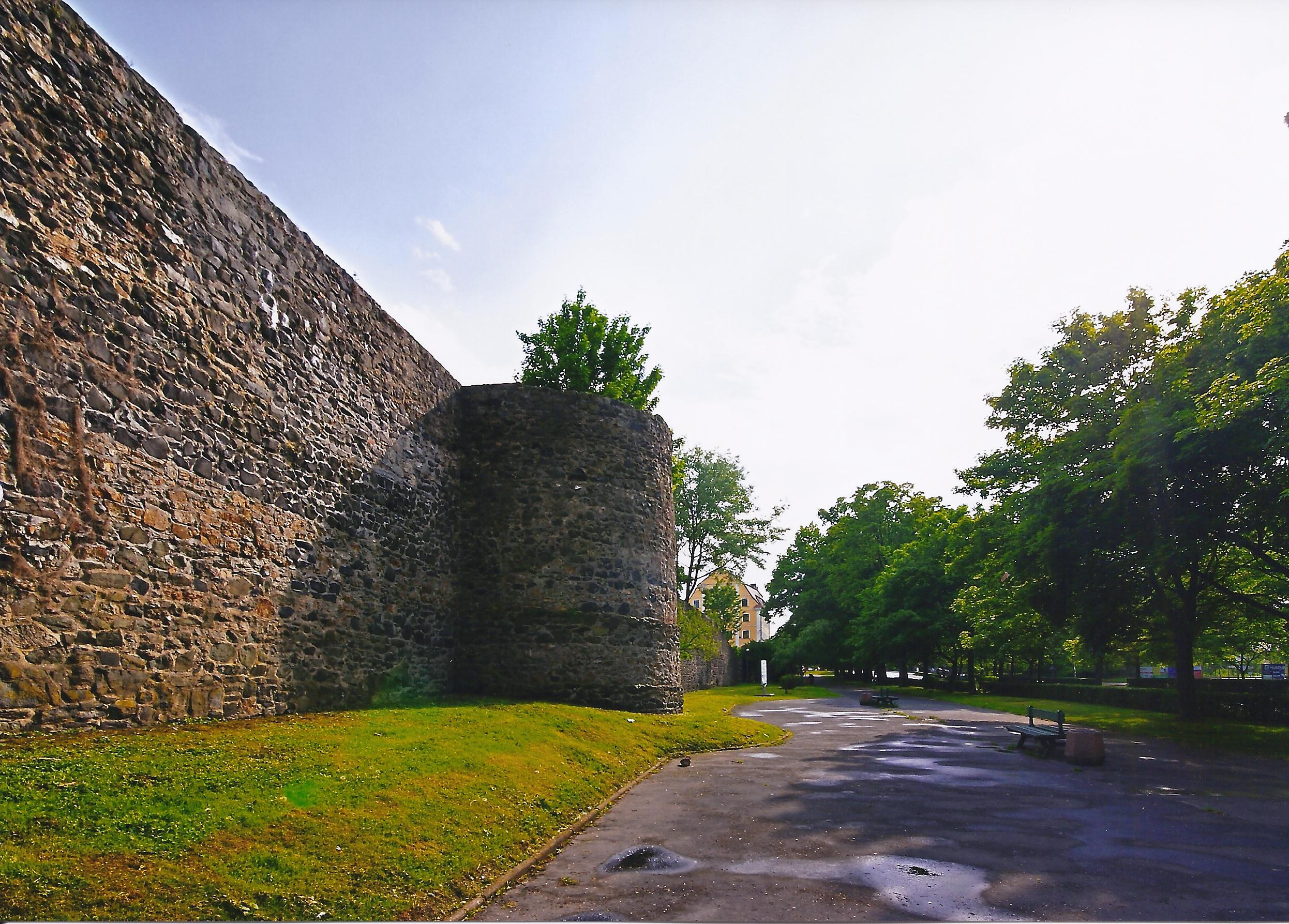
Mury obronne, XIV w.

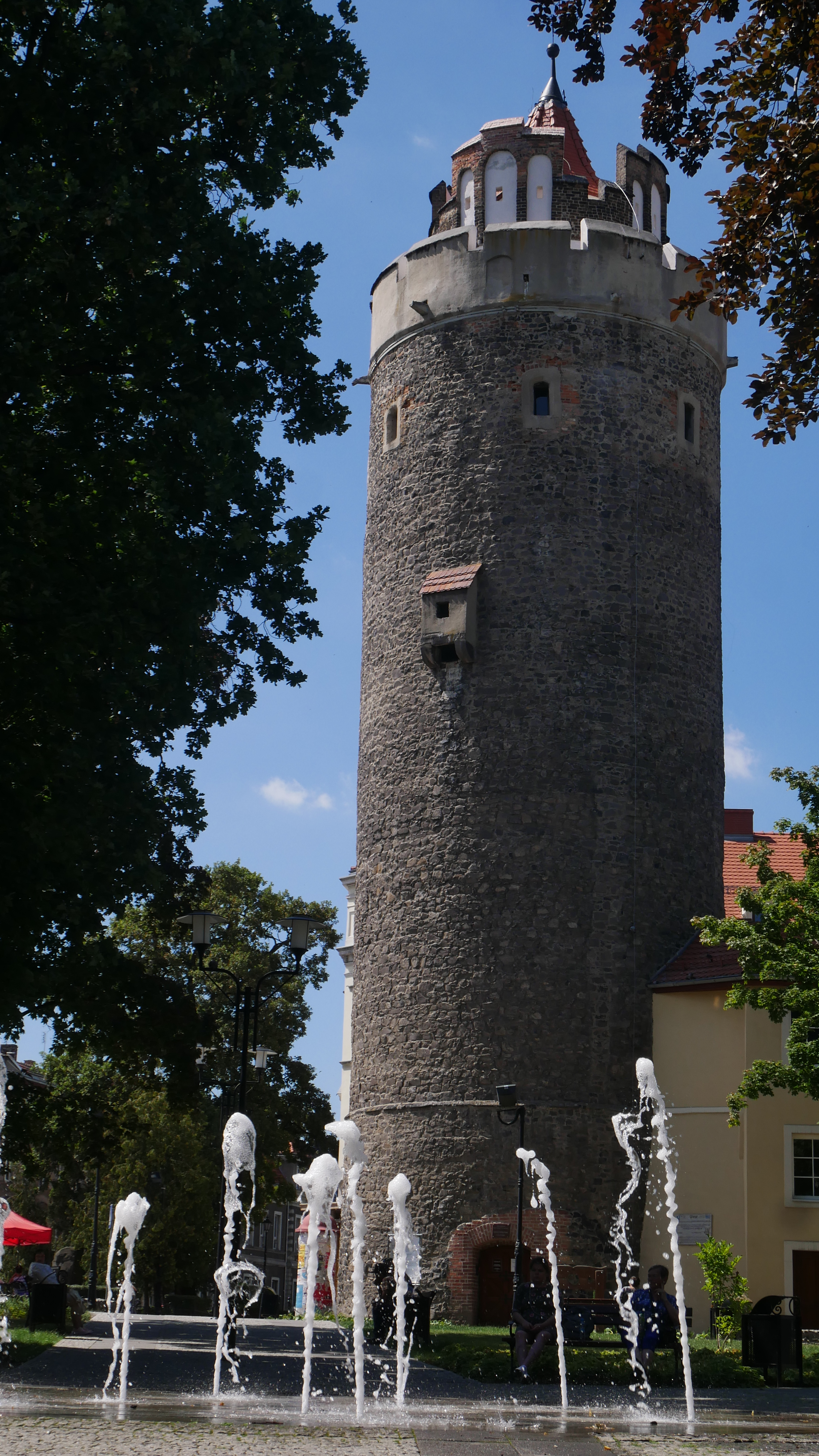
Baszta Bracka z 1318 r.

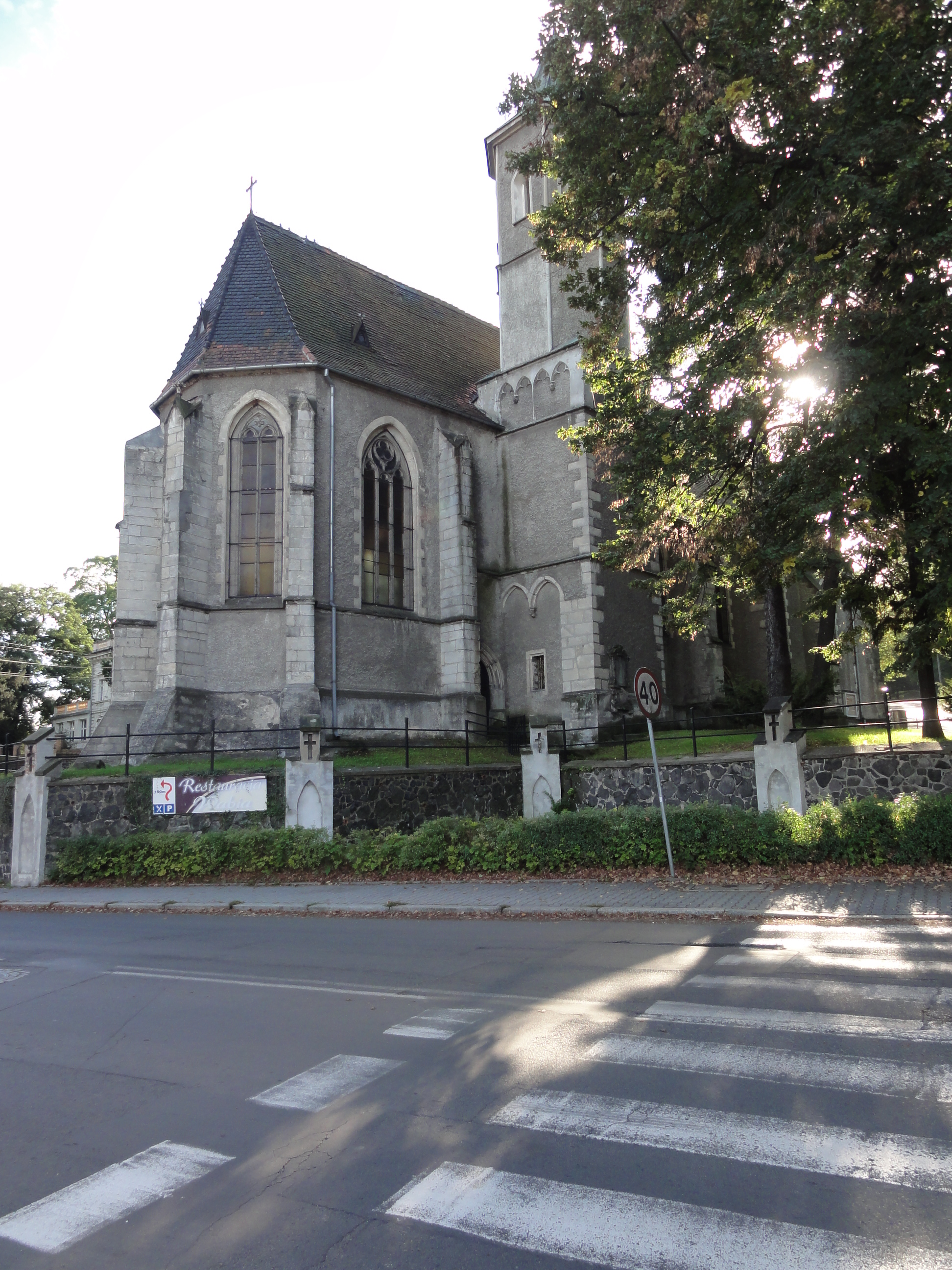
Kościół ewangelicki Marii Panny, poł. XIV–XIX w.

Do wojewódzkiego rejestru zabytków wpisane są obiekty:
- obszar starego miasta
- kościół parafialny pw. Trójcy Świętej, ul. Szymanowskiego 1, neogotycki z lat 1857–1861 wg projektu Alexisa Langera.
- Zabytkowy szpital przedwojenny przy ulicy Zawidowskiej obecnie mała część budynku została przebudowana na mieszkania
- kościół ewangelicki Marii Panny, al. Kombatantów, z drugiej poł. XIV–XIX w.
- kościół ewangelicki pw. Świętego Krzyża, pl. Okrzei (obecnie nie istnieje).
- wieża Trynitarska (dzwonnica dawnego kościoła pw. Świętej Trójcy), pl. Lompy, z 1320 r. – pierwszej poł. XIV, XIX w., pozostałość rozebranego w 1879 r. kościoła pw. Świętej Trójcy
- cmentarz ewangelicki, obecnie komunalny, ul. Wrocławska
- cmentarz rzym.-kat., obecnie nieczynny, z poł. XIX w.
- park miejski, ul. Kombatantów, z pocz. XIX w

- mury miejskie z 1318 r., zbudowane z kamienia bazaltowego z okolicznych kamieniołomów; pierwotnie otoczone fosą; w podwójnym pierścieniu murów znajdowały się cztery główne bramy miejskie: Nowogrodziecka, Mikołajska, Bracka i Zgorzelecka; obecnie pozostałości – fragmenty wzdłuż ul. Podwale:
  - wieża obronna – wieża bracka, obok kościoła Świętego Krzyża, z 1318 r. – XIV w., część rozebranej w XIX wieku Bramy Brackiej
- wieża „Kramarska” (d. ratuszowa), z XIV w., pozostałość XIV-wiecznego ratusza. Pierwszy ratusz powstał w latach 1222–1225, był przebudowywany w latach 1540 i 1769, został rozebrany po zniszczeniach z 1945 r.
- ratusz zbudowany w 1554 r. – XVI w. w stylu renesansowym; obecnie mieści Salę Rajców Miejskich, Muzeum Regionalne (d. Muzeum Osadnictwa Wojskowego), Urząd Stanu Cywilnego oraz Miejską Bibliotekę Publiczną
- dom, ul. 7 Dywizji 12, z k. XIX w.
- willa, obecnie szkoła, ul. Górna 1, z XIX w./XX w.
- dom, dawniej rozlewnia wód, ul. Grunwaldzka 11, z XVI w., 1760 r. XIX w.
- budynki dawnej cegielni Augustina, ul. Izerska 7, z drugiej poł. XIX–XX w.:
  - budynek administracyjny
  - budynek produkcyjny, obecnie magazyn
- zespół willowy, ul. Kombatantów 2 i 2a, z pierwszej poł. XIX w., 1874 r.:
  - willa
  - stajnia z wozownią
  - park
  - ogrodzenie z bramą
- willa z parkiem, ul. Kombatantów 11, z czwartej ćw. XIX w.
- budynek z XVIII/XIX w. przy ul. Lompy 1; sąd kupiecki, gimnazjum, herby fundatorów Adriana Albinusa i jego żony Anny Wigand na tablicy po lewej stronie wejścia, herb Albinusa nad portalem i data 1752 w agrafie[45]
- sąd, pl. 3 Maja 12, z 1899 r.
- magazyn „Dom Solny” lub Dom Zbożowy, ul. Podwale 4, z 1539 r., 1689 r., XIX w., budynek zbudowany z kamienia bazaltowego ufundowany przez Radę Miejską spełniał swoje funkcje do XIX wieku, później służył jako więzienie miejskie
- dom, ul. Spółdzielcza 17, z drugiej poł. XVIII w., XIX w., XX w.
- dom „Pod Okrętem”, ul. Stara 1, z 1715 r. – XVIII w., rodzinny dom kupieckiej rodziny Kirchoffów (obecnie siedziba Urzędu Skarbowego).
- dom, ul. Tkacka 27, z ok. 1900 r.
- zespół domu, ul. Warszawska 2, z k. XIX w.:
  - dom
  - budynek gospodarczy
  - ogród
- dom, ul. Wąska 6, z XVIII w., druga poł. XIX w.
- obiekty po byłych Królewskich Zakładach Kolei Górskiej (ZNTK Lubań), ul. Gazowa – wpisane do rejestru zabytków, wraz z obiektem parowozowni wachlarzowej. Jeden z największych tego typu zachowanych obiektów w Polsce i Europie.

Lubań – Uniegoszcz
- kościół par. pw. Narodzenia NMP, ul. Różana, z XVI–XVIII w.
- dom, ul. Jeleniogórska 18

inne zabytki:
- park na Kamiennej Górze
- most w Lubaniu, najstarszy most drogowy użytkowany na drogach zarządzanych przez GDDKiA w Polsce wybudowany w 1861 roku.

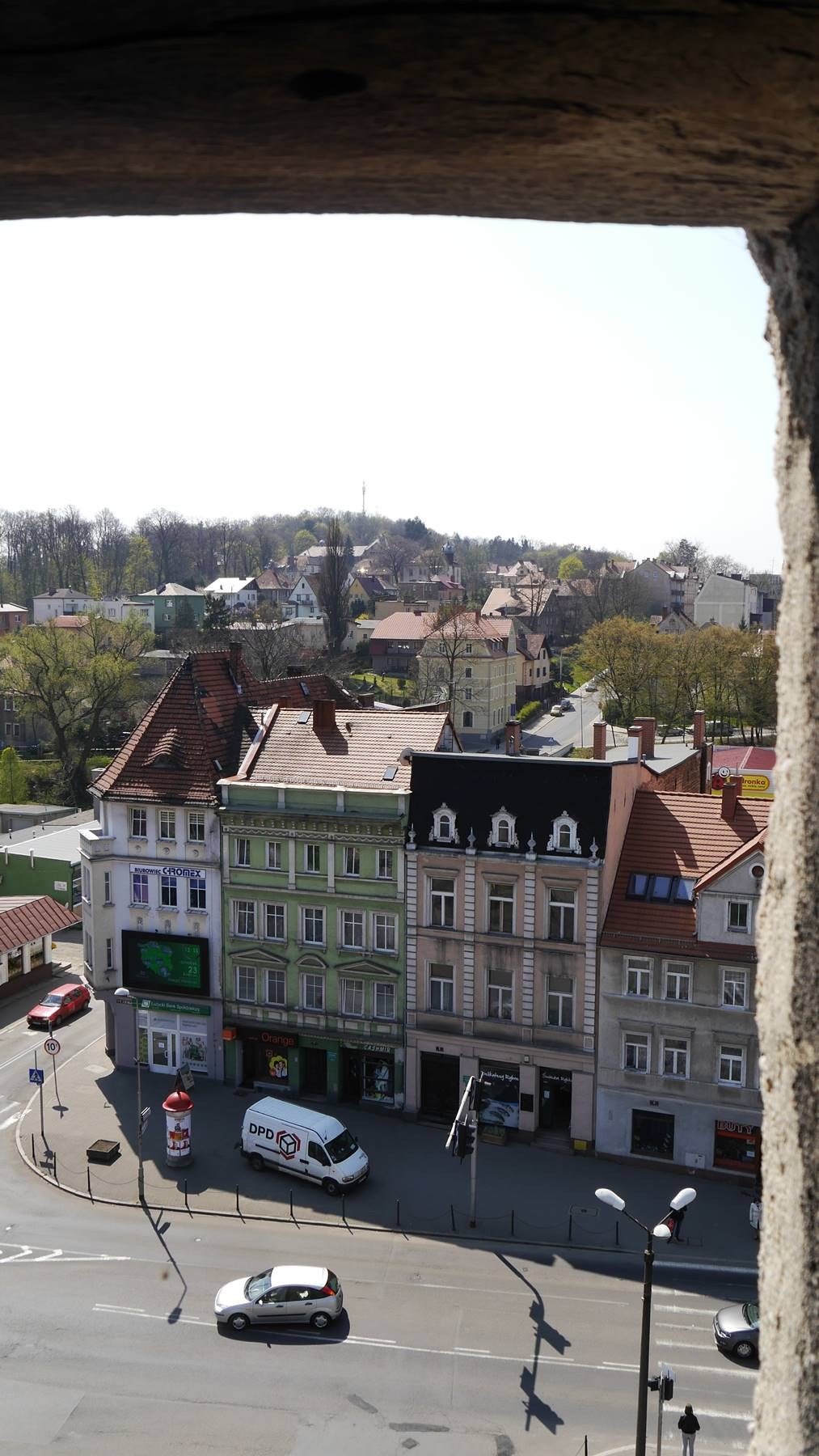
widok z Wieży Brackiej w Lubaniu

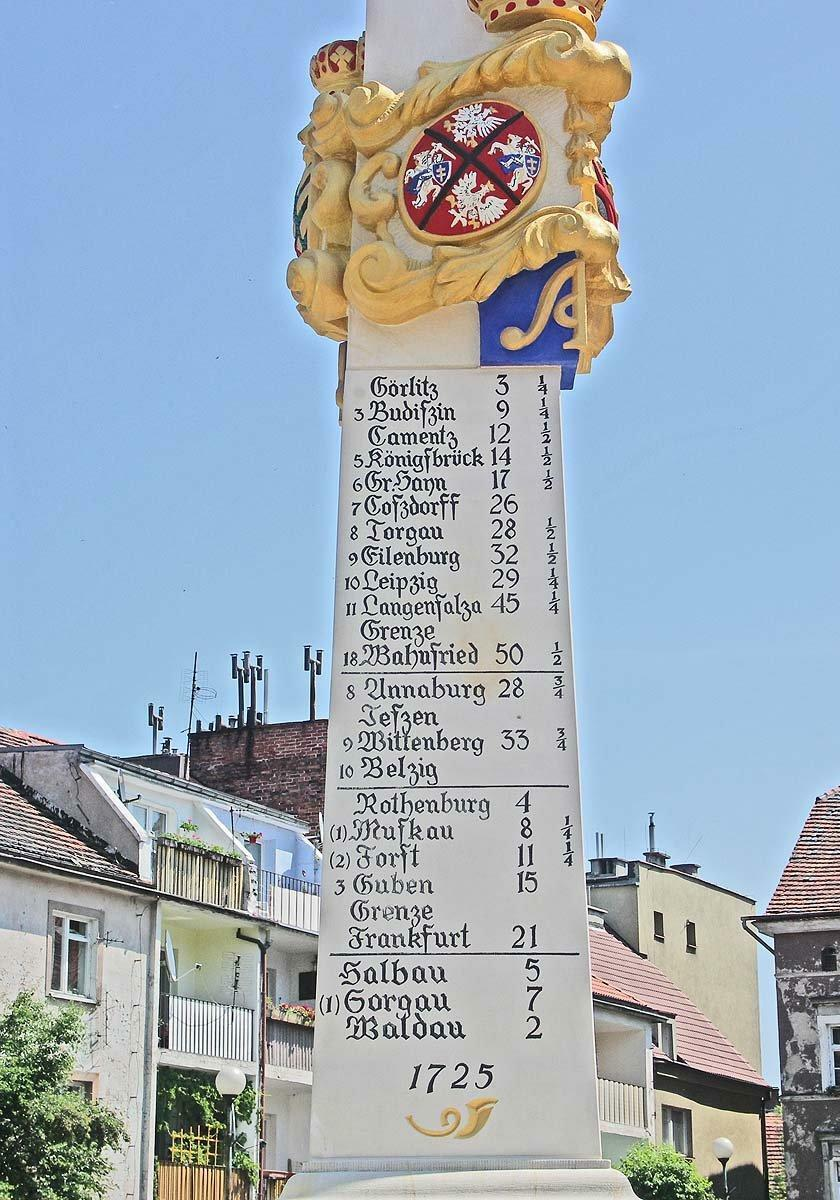
Słup pocztowy z XVIII w. z herbami Polski i Saksonii

### Podział administracyjny

#### Centrum
- Stare Miasto
- Śródmieście (Przedmieścia Brackie, Mikołajskie, Zgorzeleckie)

#### Osiedla
- Osiedle Piastów
- Osiedle Willowe (dawniej Os. Waryńskiego)
- Osiedle Zodiak
- Osiedle Fabryczna
- Osiedle Kolejowa

#### Dzielnice
- Księginki
- Uniegoszcz

### Polityka

#### Burmistrz miasta
Od 1990 roku miastem kieruje burmistrz jako następca naczelnika miasta. 27 maja 1990 roku rada miasta podjęła decyzję o powołaniu na stanowisko burmistrza miasta Zdzisława Bykowskiego, który 26 lipca 1990 roku zastąpił Janusz Skowroński pełniący funkcję burmistrza miasta do 16 lutego 1993. W lutym 1993 roku funkcje burmistrza miasta objął Jerzy Zieliński, który objął funkcje burmistrza do 1998 roku. W 1998 roku ostatni raz Rada Miasta powołała na stanowisko burmistrza Konrad Rowiński do wyborów samorządowych w 2002 roku.
W 2002 roku po raz pierwszy mieszkańcy miasta mogli bezpośrednio uczestniczyć w wyborach samorządowych na stanowisko burmistrza miasta i w drugiej turze wyborów Konrad Rowiński wygrał z kontrkandydatem 67,52% poparcia. Ponowną reelekcję uzyskał w 2006 roku przy ponownym głosowaniu 26 listopada z 57% poparciem mieszkańców. W 2010 roku nastała zmiana burmistrza miasta, ale dopiero w drugiej turze Konrad Rowiński przegrał z bezpartyjnym Arkadiuszem Słowińskim, gdzie w 2014 roku ponownie w drugiej turze wyborów samorządowych na fotel burmistrza miasta przegrał. W 2018 roku Arkadiusz Słowiński wygrał z drugim w kolejności Witoldem Chojnackim uzyskując 57,59%. 7 kwietnia 2024 Grzegorz Wieczorek wygrał z urzędującym burmistrzem miasta uzyskując 53%.

#### Rada miasta
W 2002 roku Rada Miejska składała się z:
- KWW SLD-UP 10 mandatów
- KWW Rodziny Katolickie "Razem" w Lubaniu 4 mandaty
- KWW Obywatelski Komitet Wyborców Lubań 2002 4 mandaty
- KWW Lubańska Platforma Samorządowa (Platforma Obywatelska) 2 mandaty
- KW Samoobrona Rzeczypospolitej Polskiej 1 mandat

W 2006 roku w czasie rządów koalicji PiS z Samoobroną oraz Ligą Polskich Rodzin lokalnie wygrała opozycja zasiadająca ławy poselskie. Rada Miejska składała się wtedy z:
- KW Platforma Obywatelska RP 8 mandatów
- KWW Obywatelski Komitet Wyborców LUBAŃ 2006 5 mandatów
- KKW SLD+SDPL+PD+UP Lewica i Demokraci 4 mandaty
- KWW Rodziny Katolickie "Razem" w Lubaniu 4 mandaty

W 2010 roku zmiana burmistrza to także zmiana Rady Miasta. Skład Rady Miasta:
- KW Platforma Obywatelska RP 8 mandatów
- KWW Obywatelski Komitet Wyborców LUBAŃ 2010 5 mandatów
- KW Sojusz Lewicy Demokratycznej 4 mandaty
- KWW Rodziny Katolickie "Razem" w Lubaniu 3 mandaty
- KW Prawo i Sprawiedliwość 1 mandat

W 2014 roku przed końcem rządów PO-PSL powiązani ludzie z Platformą Obywatelską osiągają mandaty w radzie miasta z lokalnego komitetu wyborczego. Skład Rady Miasta:
- KWW Obywatelski Komitet Wyborców LUBAŃ 2014 11 mandatów
- KWW Konrada Rowińskiego (Platforma Obywatelska) 5 mandatów
- KWW Nowy Lubań 2 mandaty
- KKW SLD Lewica Razem 2 mandaty
- KWW Tomasz Korcz 1 mandat

Rada Miasta w 2018 za rządów PiS:
- KWW Obywatelski Komitet Wyborców LUBAŃ 2018 Razem 12 mandatów
- KWW Łączy nas Lubań 9 mandatów

W 2024 roku przesunięte wybory, wygrana koalicji 15 października i zmniejszenie liczby ludności powodując zmniejszenie liczby radnych do 15 oraz powrót JOW-ów spowodowały nie tylko przegraną burmistrz miasta rządzącego od 14 lat, ale także wygraną lokalnie Koalicji Obywatelskiej. Rada miasta od 2024 roku:
- KKW Koalicja Obywatelska 8 mandatów
- KWW Lubań Razem 5 mandatów
- KWW Nowy Lubań 1 mandat
- KWW Bartosza Kuświka 1 mandat

#### Posłowie i Senatorowie

##### Posłowie
- Marzena Machałek (PiS)
- Piotr Borys (KO)
- Tadeusz Samborski (Trzecia Droga)
- Arkadiusz Sikora (Nowa Lewica)

##### Senator
- Waldemar Witkowski (Nowa Lewica)

### Transport

#### Drogi
Lubań położony jest 11 km na południe od Autostrady A4 (E40) (dojazd 296).
| Droga | Trasa                                                        | Ulice                                                        |
| ----- | ------------------------------------------------------------ | ------------------------------------------------------------ |
| 30    | 94 Zgorzelec – Lubań – Gryfów Śląski – Jelenia Góra 3 E65    | Papieża Jana Pawła II – Rybacka – Warszawska – Jeleniogórska |
| 296   | 283 Kożuchów – Żagań – Iłowa – Ruszów – Węgliniec – Lubań 30 | –                                                            |
| 357   | 355 – Sulików – Lubań – Nowogrodziec – Osiecznica 350        | Zawidowska – Armii Krajowej – Bankowa – Podwale – Wrocławska |
| 393   | 357 Lubań – Kościelnik – Leśna 358                           | Plac 3 Maja – 7 Dywizji – Tadeusza Kościuszki – Leśna        |

#### Kolej
Pierwsza linia kolejowa przechodząca przez Lubań została otwarta w 1863 roku. W mieście znajduje się jedna stacja kolejowa, Lubań Śląski, mająca według kategoryzacji PKP status dworca lokalnego. Jest to stacja węzłowa, łącząca trzy linie:
- 279: Węgliniec – Lubań

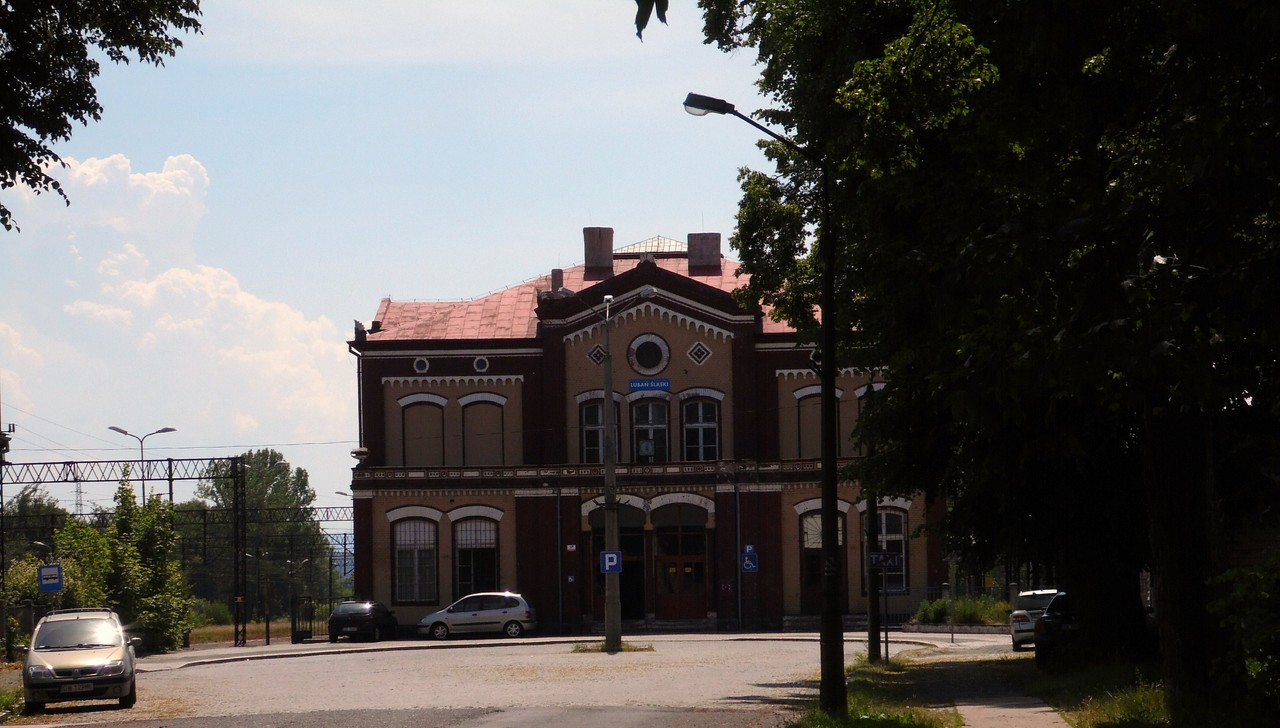
Obiekt zabytkowego dworca Lubań

- 274: Jelenia Góra – Lubań – Zgorzelec (Linia Lubań – Zgorzelec reaktywowana dla ruchu pasażerskiego w grudniu 2011)
- 337: Lubań – Leśna (obecnie wyłącznie jako linia towarowa)

##### Lubań Miasto
W 2018 roku PKP poinformowało o planach utworzenia nowego przystanku kolejowego Lubań Miasto na linii z Lubania do Zgorzelca. Miały one być zrealizowane w ramach projektu elektryfikacji tego odcinka. Budowa przystanku została uwzględniona w planach Ministerstwa Infrastruktury na lata 2020-25. Samorząd Lubania zaproponował w 2021 roku umieszczenie przystanku na linii do Węglińca, przy ulicy Granicznej.

#### Komunikacja autobusowa
W maju 2016 r. stary dworzec autobusowy został wyburzony, w jego miejsce wybudowano Galerię „Inbag” – obiekt handlowo-usługowy, posiadający infrastrukturę dworca autobusowego. Od 22 listopada 2021 roku kursuje z miasta Izerska Komunikacja Autobusowa kursującą do miast i wsi powiatów lubańskiego oraz lwóweckiego. Od 1 marca 2022 kursuje linia 217 w ramach Powiatowej Komunikacji Lwóweckiej, a operatorem linii jest PKS Voyager.

##### Przewoźnicy
- PKS „Voyager” Lubań[73]
- Bieleccy[74]

##### Komunikacja miejska
Pierwsze plany wprowadzenia komunikacji miejskiej w Lubaniu powstały w latach siedemdziesiątych XX wieku, jednak pierwsze autobusy wyjechały na ulice miasta w czerwcu 1989. Były to (i nadal są) zwykłe pojazdy PKS, nieprzystosowane do kursowania w mieście (m.in. brak pneumatycznie otwieranych drzwi). Spółka PKS Voyager, która przejęła transport miejski w Lubaniu po upadku Pekaes Lubań, planowała w 2010 roku wprowadzenie pojazdów przystosowanych do transportu miejskiego.
W 2019 roku funkcjonowało pięć linii komunikacji miejskiej.

### Media

#### Portale
- eluban.pl[77]
- Przegląd Lubański
- Telewizja Lubań

#### Prasa
- Ziemia Lubańska

### Szkolnictwo

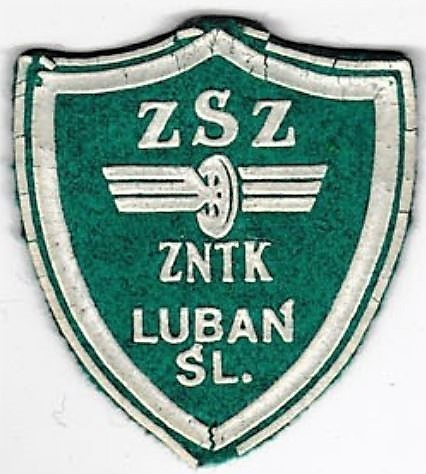
Tarcza szkolna ZSZ PKP w Lubaniu

Żłobki, przedszkola, szkoły podstawowe i szkoły ponadpodstawowe w Lubaniu:
| Szkolnictwo                                                      | Szkolnictwo                         | Szkolnictwo                                  | Szkolnictwo                                   | Szkolnictwo                     |
| Szkoła                                                           | Adres                               | Położenie                                    | Rok otwarcia Szkoły                           | Uwagi                           |
| ---------------------------------------------------------------- | ----------------------------------- | -------------------------------------------- | --------------------------------------------- | ------------------------------- |
| Żłobek Bąbelkowo                                                 | ul. Mickiewicza 1c                  | Koło Starostwa Powiatowego                   |                                               | tam też przedszkole             |
| Przedszkole Niepubliczne nr 1                                    | ul. Słoneczna 2                     | na górce od J.Dąbrowskiego                   |                                               |                                 |
| Przedszkole Publiczne nr 1                                       | ul. Mickiewicza 1b                  | Skrzyżowanie A. Mickiewicza i J.Dąbrowskiego |                                               |                                 |
| Przedszkole Publiczne nr 3                                       | ul. Różana 1                        | obok MOSiR                                   |                                               |                                 |
| Przedszkole Publiczne nr 5                                       | ul. Mieszka II 1                    | Osiedle „Piast”                              |                                               |                                 |
| Przedszkole Językowe „Akademia Malucha”                          | ul. Armii Krajowej 9                | Naprzeciw Szkoły podstawowej nr 1            | 01.09.2011                                    | Dawniej Młodzieżowy Dom Kultury |
| Szkoła Podstawowa nr 1 im. Tadeusza Kościuszki                   | ul. Mickiewicza 1 ul. Mickiewicza 2 | Niedaleko Przedsiębiorstwa wod.-kan.         | 03.09.1945                                    | Pierwsza Szkoła w Lubaniu       |
| Szkoła Podstawowa nr 2 im. Europejskich Dróg Świętego Jakuba     | ul. Rybacka 16                      | Okolice MOSiR                                |                                               |                                 |
| Szkoła Podstawowa nr 4 im. Kawalerów Orderu Uśmiechu             | ul. Kopernika 15                    | Blisko sklepów i ZSP im. KZL                 | 01.09.1960                                    | Dawniej SP nr 5                 |
| Zespół Szkół Ponadgimnazjalnych im. Adama Mickiewicza            | ul. W. Łokietka 2                   | Osiedle „Piast”                              | LO 10.09.1945, ZSE 01.01.1950, ZSP 01.09.2003 | Wchodzący w skład ZSP nr 1      |
| Zespół Szkół Ponadgimnazjalnych im. Kombatantów Ziemi Lubańskiej | ul. Kopernika 31                    | Obok SP nr 4                                 | 1946                                          |                                 |
| Zespół Szkół Ponadgimnazjalnych nr 2                             | ul. Leśna 8                         | Za budynkami ul. Tadeusza Kościuszki         | 01.09.1962                                    |                                 |
| Szkoła muzyczna I stopnia im. Oskara Kolberga                    | al. Kombatantów 11                  | Park Kamienna Góra                           | luty 1992                                     |                                 |

### Gospodarka
W Lubaniu znajdują się następujące zakłady pracy:
- Przedsiębiorstwo Energetyki Cieplnej (PEC Lubań Sp. z o.o.)
- Agromet ZEHS Lubań
- Imakon Sp. z o.o.
- „Imka” Dr. Schumacher Sp. z o.o.
- Chromex Sp. z o.o.
- Automatec Sp. z o.o.

W mieście są także miejskie spółki z o.o.:
- Lubańskie Przedsiębiorstwo Wodociągów i Kanalizacji
- Lubańskie Towarzystwo Budownictwa Społecznego
- Przedsiębiorstwo Energetyki Cieplnej Lubań
- Zakład Gospodarki i Usług Komunalnych Lubań

Zlokalizowane w mieście Zakłady Naprawcze Taboru Kolejowego w 2000 roku zostały postawione w stan upadłości.

### Honorowi obywatele miasta
- Jan Lombarski – wieloletni proboszcz parafii pw. Świętej Trójcy[91][92]
- Feliks Netz – pisarz, poeta[93]

### Demografia
Dane z 31 grudnia 2009:
| Opis                              | Ogółem | Ogółem | Kobiety | Kobiety | Mężczyźni | Mężczyźni |
| --------------------------------- | ------ | ------ | ------- | ------- | --------- | --------- |
| Jednostka                         | osób   | %      | osób    | %       | osób      | %         |
| Populacja                         | 21 697 | 100    | 11 451  | 52,8    | 10 246    | 47,2      |
| Gęstość zaludnienia [mieszk./km²] | 1346   | 1346   | 710,4   | 710,4   | 635,6     | 635,6     |

Piramida wieku mieszkańców Lubania w 2014 roku.

### Opieka zdrowotna
W mieście znajduje się Łużyckie Centrum Medyczne im. Lucjana Kopcia, który posiada:
- 8 oddziałów szpitalnych
- 9 poradni specjalistycznych
- 2 pracownie

### Religia

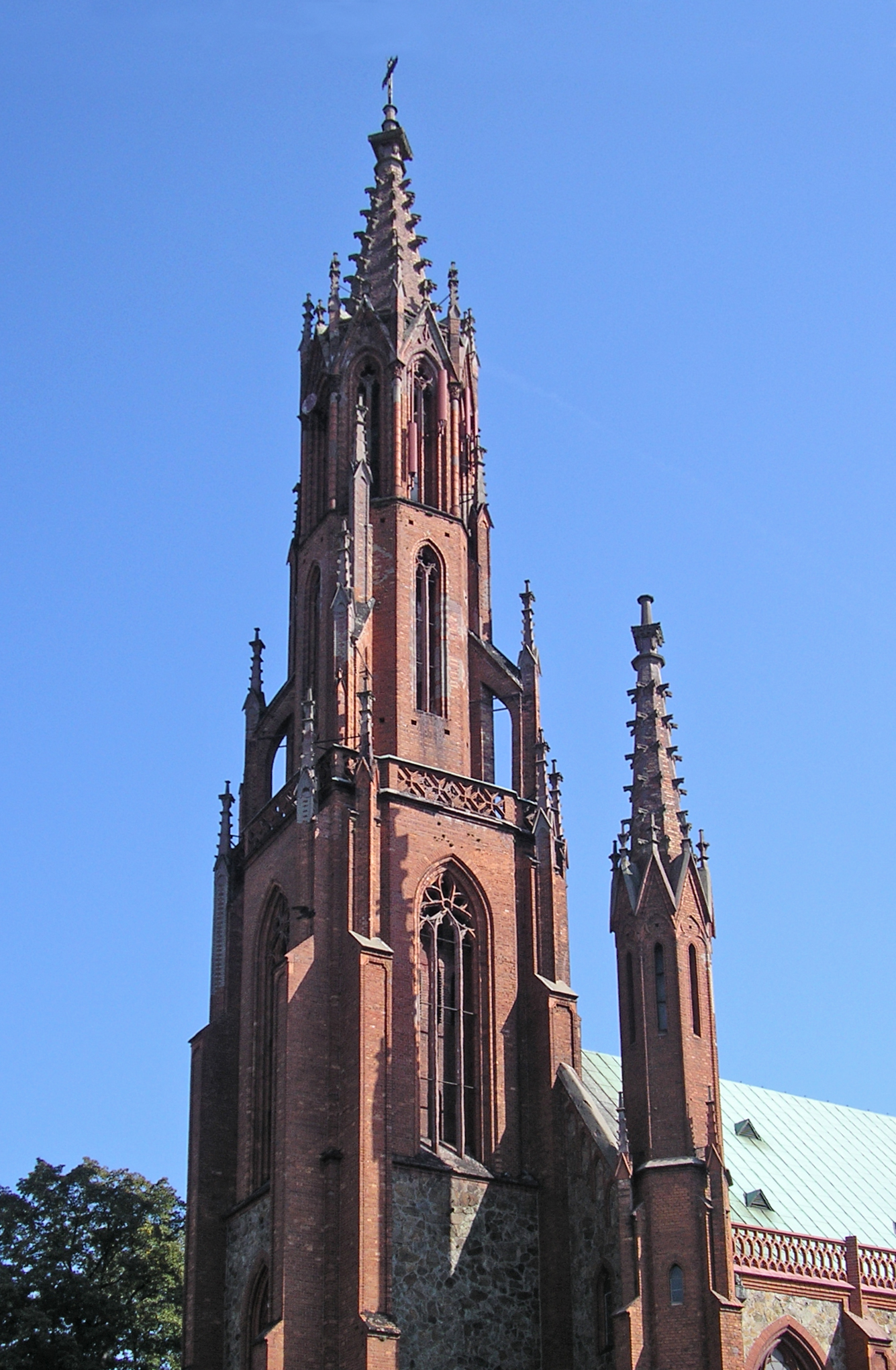
Kościół Świętej Trójcy

Na terenie miasta działalność religijną prowadzą następujące kościoły i związki wyznaniowe:
- Kościół Rzymskokatolicki
  - Parafia pw. św. Jadwigi Śląskiej
  - Parafia Trójcy Świętej
  - Parafia pw. św. Maksymiliana Marii Kolbe
  - Parafia pw. Najświętszego Serca Pana Jezusa i Świętego Jakuba Apostoła
  - Parafia pw. Narodzenia Najświętszej Maryi Panny
  - Dom Główny Zgromadzenia Sióstr św. Marii Magdaleny od Pokuty[97][98]
- Kościół Ewangelicko-Augsburski
  - Parafia Ewangelicko-Augsburska
- Kościół Zielonoświątkowy
  - Zbór w Lubaniu
- Kościół Boży w Chrystusie
  - Zbór w Lubaniu
- Kościół Adwentystów Dnia Siódmego
  - Zbór w Lubaniu
- Świadkowie Jehowy
  - Dwa zbory (Lubań–Wschód, Lubań–Zachód; Sala Królestwa)[99]

Lubań leży na międzynarodowym szlaku pątniczym – Drodze św. Jakuba. Zbiegają się w nim trzy jego odcinki: Dolnośląska Droga św. Jakuba, Via Regia oraz Sudecka Droga św. Jakuba.

### Turystyka

#### Muzea
W mieście istnieją 2 muzea:
- Muzeum Regionalne mieszczące się w Ratuszu miejskim
- Wystawa „Schron” mieszcząca się w byłym bunkrze w okolicy urzędu miasta i wieży brackiej

### Współpraca międzynarodowa
Miasta partnerskie:
- Kolin (Czechy)
- Löbau (Niemcy)
- Preny (Litwa)